# Mops bregullae
Mops bregullae is een vleermuis uit het geslacht Mops die voorkomt in Fiji en Vanuatu. In Fiji is de soort alleen gevonden op de eilanden Taveuni en Vanua Levu, in Vanuatu alleen op Espiritu Santo en Malo. Net als M. solomonis uit de Salomonseilanden werd deze soort vroeger tot Mops jobensis gerekend. Waarschijnlijk worden de jongen van dit dier in of rond december geboren en in april gespeend.
Deze soort lijkt op M. jobensis, maar is groter en heeft geen wratten op de randen van de oren. De kop-romplengte bedraagt 63,0 tot 67,5 mm, de staartlengte 39,7 tot 45,8 mm, de voorarmlengte 51,3 tot 53,6 mm, de oorlengte 16,6 tot 20,7 mm en het gewicht 16,0 tot 22,5 g.